# Joe Bihari
Joseph „Joe“ Bihari (* 30. Mai 1925 in Memphis (Tennessee); † 28. November 2013 in Los Angeles) war ein amerikanischer Musikproduzent. Er gilt „als einer der größten Produzentenpioniere des R&B“ und war der Entdecker von B. B. King.

## Leben und Wirken
Bihari, Sohn eines jüdisch-ungarischen Immigranten, wuchs großteils in einem jüdischen Kinderheim in New Orleans auf. 1945 wurde er von seinen älteren Brüdern Jules und Saul Bihari an der Gründung des Labels Modern Records beteiligt. In den 1950er Jahren veröffentlichten Modern und dessen Sublabels einflussreiche R&B-Aufnahmen wie Jesse Belvins „Goodnight My Love“. Bihari war einer der ersten Produzenten, der Bands vorschlug, mit zwei Identitäten zu arbeiten (so bildeten The Cadets, die „Stranded in the Jungle“ interpretierten, auch The Jacks).
1948 und 1953 legte Bihari auf seinen Entdeckungsreisen in die Südstaaten den Schwerpunkt auf die damals noch unentdeckten Stylisten des Country-Blues. Modern nahm als erstes Label spätere Stars dieses Genres wie John Lee Hooker, Etta James, Elmore James oder Johnny Guitar Watson unter Vertrag. 1951 nahm Bihari in Memphis mit dem jungen B. B. King den „Three O-Clock Blues“ auf; als Pianist fungierte dabei Biharis Assistent, Ike Turner.
Nachdem Modern Records ab den 1970er Jahren keinen ökonomischen Erfolg mehr hatte, verkaufte Bihari zunächst Motorradersatzteile; später war er als Bauunternehmer in Beverly Hills tätig, kam aber immer wieder zur Musik zurück. 2001 produzierte er mit Turner dessen Album Here and Now.
Unter dem Pseudonym Josea wurde Bihari illegitim per Cut In als Komponist an zahlreichen Werken der von ihm produzierten Künstler beteiligt, als Texter an einigen Doo-Wop-Nummern von Vince Weaver. Ein langes Interview mit Bihari ist in John Brovens Buch „Record Makers and Breakers: Voices of the Independent Rock ’n’ Roll Pioneers“ dokumentiert. Mit seinen Brüdern wurde Joe Bihari 2006 in die Blues Hall of Fame aufgenommen.
Die Bihari-Brüder Lester, Jules, Saul und Joe spielen auch in dem 2019 veröffentlichten biografischen Spielfilm über Rudy Ray Moore, Dolemite Is My Name, eine Rolle. Joe Bihari wird in dem Film von Aleksandar Filimonovic verkörpert.